# Catene (album)
Catene è il trentasettesimo album in studio della cantante italiana Mina, pubblicato nel novembre 1984 dalla PDU con distribuzione EMI Italiana.

## Descrizione
Con il primo volume di questo album doppio continua la collaborazione dell'artista alla 'colonna sonora' della trasmissione televisiva Trent'anni della nostra storia (secondo ciclo), attraverso rifacimenti di canzoni dell'epoca dei fatti raccontati nel programma.
La collaborazione, iniziata con Mina 25 nel 1983 continuerà anche nei due anni successivi, con altrettanti volumi di cover in Finalmente ho conosciuto il conte Dracula... (1985) e Sì, buana (1986), prevede anche una nuova sigla per la trasmissione. La scelta ricade su Comincia tu, contenuta correttamente nel secondo volume dell'album, normalmente destinato esclusivamente agli inediti, e presente anche sul singolo che lo ha anticipato.
Mancano invece, verosimilmente per ragioni di spazio, due brani, ovvero le cover Arrivederci e Quando, che risultano ancora inedite.
Come di consueto l'album è pubblicato originariamente con i due dischi a 33 giri riposti in una confezione indivisibile (musicassetta PDU PMA 743/44) e quasi subito ristampato su CD a volumi separati (PDU CDP 2603262/72); nel 2001 la EMI rimasterizza i CD nuovamente in una confezione unita.
Alcuni scatti, tra le moltissime foto prodotte durante la sessione dedicata all'album, saranno utilizzati per realizzare le copertine di Sorelle Lumière (1992), Canarino mannaro (1994) e Mina Studio Collection (1998).

## I brani
- La verità

Non ha nulla a che vedere con l'analogo titolo inciso da Mina nel 1959.
- Eso es el amor (Dammi un beso)

Canzone di Pepe Iglesias "El Zorro" incisa dall'autore nel 1955. Un cha cha cha che ha un'edizione famosa con il gruppo belga Les Chakachas (RCA 75117) nel 1959 (riproposta nel 1977) e che sarà ripresa da molti artisti tra cui Renzo Arbore nell'album Quelli della notte, colonna sonora dell'omonimo programma di Rai 2 nel 1985.
- Buona sera

Riportata con varie grafie del titolo, Buonasera signorina è stata un successo di Fred Buscaglione in Italia nel 1958 (testo curato da Pinchi). Originariamente incisa nel 1950 dall'italo americano Louis Prima.
- Sogno

Versione in italiano (testo di Cristiano Malgioglio) del brano Sonhos, scritto e interpretato dal cantautore portoghese Aroldo Alves Sobrinho "Peninha" nel 1977.

## Tracce
Disco 1 - Cover
Lato A
1. Brigitte Bardot – 4:02 (Miguel Gustavo; edizioni musicali Curci)
2. Strangers in the Night – 3:40 (testo: Bert Kaempfert – musica: Eddie Snyder, Charles Singleton; edizioni musicali MCA)
3. La verità – 4:15 (testo: Sergio Bardotti – musica: Armando Trovajoli, Carlo Pes; edizioni musicali RCA)
4. Hey Jude – 6:15 (John Lennon, Paul McCartney; edizioni musicali MCA)
5. Estate – 3:32 (testo: Bruno Brighetti – musica: Bruno Martino; edizioni musicali Ariston)

Lato B
1. Banana Boat – 3:46 (testo: Irving Louis Burgie,[4] William Attaway – musica: Harry Belafonte; edizioni musicali Chappel warner)
2. E la chiamano estate – 3:28 (testo: Franco Califano, Laura Zanin – musica: Bruno Martino; edizioni musicali Ariston)
3. Gimme a Little Sign – 3:20 (testo: Jerry Winn – musica: Jerry Winn, Alfred Smith, Joseph Hoover; edizioni musicali D.R.)
4. Eso es el amor – 3:37 (Pepe Iglesia; edizioni musicali Southern)
5. Buona sera – 3:28 (testo: Peter De Rose – musica: Carl Sigman, Peter De Rose; edizioni musicali D.R.)
6. Acqua azzurra, acqua chiara – 4:10 (testo: Mogol – musica: Lucio Battisti; edizioni musicali Ricordi)

Disco 2 - Inediti
Lato A
1. Comincia tu – 4:11 (testo: Massimiliano Pani – musica: Massimiliano Pani, Piero Cassano; edizioni musicali PDU, Sette Note)
2. Più di così – 4:12 (testo: Gian Pietro Felisatti – musica: Alberto Salerno; edizioni musicali PDU)
3. Ballando ballando – 3:55 (testo: Giorgio Calabrese – musica: Celso Valli; edizioni musicali PDU, Come il vento)
4. Rose su rose – 3:56 (testo: Massimiliano Pani – musica: Massimiliano Pani, Piero Cassano; edizioni musicali PDU, Fan House, Trouble)
5. Momento magico – 4:18 (Anselmo Genovese; edizioni musicali PDU)

Lato B
1. Sogno (Sonhos) – 4:50 (testo: Cristiano Malgioglio – musica: Peninha; edizioni musicali Intersong)
2. La nave – 4:53 (Guido Guglielminetti; edizioni musicali PDU)
3. Per di più – 4:58 (testo: Giorgio Calabrese – musica: Celso Valli; edizioni musicali PDU, Come il vento)
4. La casa del nord – 4:15 (testo: Massimiliano Pani, Valentino Alfano – musica: Massimiliano Pani; edizioni musicali PDU)

## Versioni Tracce
- Strangers in the Night

versione del '05 vedi L'allieva
- Gimme a Little Sign

versione Live TV '68 vedi Signori... Mina! vol. 3
- La verità

versione Live TV '66 vedi I miei preferiti (Gli anni Rai)
- Più di così

Duetto con Mondo Marcio vedi Nella bocca della tigre (2014)

## Arrangiamenti
- Victor Bach - tutti i brani del disco 1

Disco 2
- Massimiliano Pani - Più di così, Sogno e La casa del nord
- Paolo Gianolio - La nave
- Celso Valli - gli altri brani

## Formazione
- Mina – voce, cori
- Maurizio Preti – percussioni, aggeggi
- Victor Bach – tastiera, cori
- Sergio Farina – chitarra
- Massimiliano Pani – batteria elettronica, cori, programmazione
- Celso Valli – tastiera, pianoforte
- Gigi Cappellotto – basso
- Flaviano Cuffari – batteria
- Roberto Zanaboni – tastiera
- Paolo Gianolio – chitarra, cori, basso
- Massimo Moriconi – basso
- Piero Cairo – sintetizzatore
- Walter Scebran – batteria
- George Aghedo – percussioni
- Aldo Banfi – sintetizzatore
- Ellade Bandini – batteria
- Simonne Sporck – arpa
- Stefano Anselmo, Mauro Balletti, Lella Esposito, Giulia Fasolino, Marco Ferradini, Naimy Hackett, Adriano Pratesi, Moreno Ferrara, Silvio Pozzoli – cori
- Nuccio Rinaldis – Tecnico del suono

## Successo commerciale
Con questo doppio inizia una sequenza di album di successo pubblicati della cantante, con vendite medie intorno a 400/450 000 copie, che durerà fino al 1989 con Uiallalla. Tutti i lavori raggiungeranno almeno la 5ª posizione nella classifica settimanale degli LP con punte al primo e secondo posto; nella corrispondente graduatoria annuale si attesteranno mediamente intorno al 15°.
In particolare Catene fa rilevare una seconda posizione settimanale e la 19ª complessiva durante il 1984.